# Интервал QT
Интервал QT — медицинский термин, обычно используемый в специальной области кардиологии — электрокардиографии.

## Интервал QT
Интервал QT — расстояние от начала комплекса QRS до завершения зубца T.
С точки зрения электрофизиологии отражает сумму процессов деполяризации (электрическое возбуждение со сменой заряда клеток) и последующей реполяризации (восстановление электрического заряда) миокарда желудочков.
Часто этот параметр называют электрическая систола сердца.

## Продолжительность
Продолжительность интервала QT непостоянна как у индивида, так и в популяциях.
Факторами изменяющими его длительность являются (только основные):
- частота сердечных сокращений (ЧСС);
- состояние автономной нервной системы;
- действие т.н. симпатомиметиков (адреналин, например);
- электролитный баланс (особенно Ca2+);
- некоторые лекарственные препараты;
- возраст;
- пол;
- время суток.

Наиболее важным фактором, определяющим продолжительность интервала QT является ЧСС.
Зависимость носит нелинейный и обратно пропорциональный характер.
Bazett (1920), Fridericia (1920), Hegglin и Holzmann (1937) были первыми исследователями этого феномена.
Hegglin и Holzmann предложили формулу для расчёта должной величины интервала QT.
{\displaystyle QT=0,39{\sqrt {RR}}}

### Расчет длительности
Так как длительность интервала QT зависит от частоты сердечного ритма (удлиняясь при его замедлении), для оценки она должна быть корригирована относительно ЧСС.
Чаще всего используются формулы Базетта:
{\displaystyle QTc(B)={\frac {QT}{\sqrt {RR}}}}
и Фредерика 
{\displaystyle QTc(F)={\frac {QT}{\sqrt[{3}]{RR}}}}
а также формула Саги для подсчёта корригированного QT у пациентов с фибрилляцией предсердий:
QTс(S) = QT + 0,154×(1000 − RR),
где:

QTc — корригированная (относительно частоты сердечных сокращений) величина интервала QT.

RR — расстояние между данным комплексом QRS и предшествующим ему, выражается в секундах для формул Базетта и Фредерика, и в миллисекундах для формулы Саги.
Формула Базетта не вполне корректна.
Отмечена тенденция к излишней корректировке при высокой частоте сердечных сокращений (при тахикардии), и недостаточная корректировка при низкой (при брадикардии).
Должные величины лежат в диапазоне 320-430 для мужчин и 320-450 для женщин.

### Удлинение интервала
При удлинении интервала QT повышается риск развития фатальных нарушений ритма, в том числе потенциально смертельной полиморфной (веретенообразной) желудочковой тахикардии.
Удлинение интервала QT может быть как врождённым (вследствие мутаций определённых генов), так и приобретённым — электролитные нарушения, ишемия миокарда, влияние лекарственных препаратов (например, дроперидола, антибиотиков фторхинолонов, тетрациклинов; антибронхообструктивных препаратов от астмы типа сальбутамола; противогрибковых препаратов типа флуконазола).

## Значимость
Удлинение (в некоторой мере, - и укорочение) интервала QT, отражает негомогенность (неоднородность) процессов реполяризации миокарда желудочков, и расценивается как независимый предиктор фатальных нарушений ритма.

## Генетика
Наследуемость интервала составляет, по одной оценке (Arking et al., 2006), около 30%. Теми же авторами была отмечена ассоциация длины интервала с вариациями гена NOS1AP на хромосомном участке 1q23.3, впоследствии реплицированная другими группами исследователей.